# クラブ・デポルティボ・チーヴァス・USA
クラブ・デポルティボ・チーヴァス・USA（英語: Club Deportivo Chivas USA）は、かつて存在したプロサッカーチームである。2004年に創設され2014年に解散した。アメリカ合衆国の西部、カリフォルニア州ロサンゼルスの郊外、カーソンを本拠地としていた。

## 概要
2004年創設。2005年からメジャーリーグサッカー、ウェスタンカンファレンスに11番目のクラブとして加わったサッカークラブである。
ロサンゼルス・ギャラクシーと同じく、スタブハブ・センターをホームスタジアムとしていた。
元々チーヴァス・USAは、メキシコ人の実業家であり、メキシコのチーバス・デ・グアダラハラ、コスタリカのデポルティーボ・サプリサのオーナーも務めているホルヘ・ベルガラが保有していたが、2014年2月20日にオーナー権をリーグに返上し、リーグ管轄下で運営されていた。
クラブがロサンゼルスに残ることをリーグは発表しており、人気あるロサンゼルスフランチャイズの新オーナーが誰になるか注目が集まり、クラブ名も変わるものとされていた。デビッド・ベッカムもこのフランチャイズに興味を持っていると報道されたものの、リーグは公式にこれを否定した。
2014年6月24日、日本人として初めて加地亮（ガンバ大阪）の完全移籍が発表された。
2014年10月27日、MLSがチーヴァス・USAの解散を発表し、2017年からはロサンゼルスのエクスパンションクラブ（のちのロサンゼルスFC）が活動することを発表した。解散の理由は同じスタジアムでリーグ強豪クラブであるロサンゼルス・ギャラクシーと異なり、低迷を続けサポーターの数も年々減少し、経営危機に陥っていたことである。なお、チーヴァス・USAに所属していた選手たちは、休止や消滅したチームの選手を他チームに分配するためのドラフト、『アロケーション・ドラフト』にかけられリーグ全体に分配された。

## 過去の成績
| 年   | レギュラーシーズン | プレーオフ | オープンカップ |
| ---- | ------------------ | ---------- | -------------- |
| 2005 | 西6位              | -          | ベスト16       |
| 2006 | 西3位              | ベスト8    | ベスト16       |
| 2007 | 西1位              | ベスト8    | ベスト16       |
| 2008 | 西2位              | ベスト8    | ベスト16       |
| 2009 | 西4位              | ベスト8    | ベスト16       |
| 2010 | 西8位              | -          | ベスト4        |
| 2011 | 西8位              | -          | -              |
| 2012 | 西9位              | -          | ベスト4        |
| 2013 | 西9位              | -          | 4回戦          |

## 平均観客動員
| 年   | レギュラーシーズン | プレーオフ |
| ---- | ------------------ | ---------- |
| 2005 | 17,080人           | -          |
| 2006 | 19,840人           | 15,110人   |
| 2007 | 14,305人           | 19,711人   |
| 2008 | 15,114人           | 19,265人   |
| 2009 | 16,107人           | 25,218人   |
| 2010 | 14,575人           | -          |
| 2011 | 14,830人           | -          |
| 2012 | 13,056人           | -          |
| 2013 | 8,366人            | -          |

## 歴代監督
- トーマス・ロンゲン 2005
- ハンス・ウェスターハフ（オランダ語版） 2005
- ボブ・ブラッドリー 2006
- プレキ 2007-2009
- マルティン・ヴァスケス（英語版） 2009-2010

- ロビン・フレイザー 2011-2012
- ホセ・ルイス・サンチェス・ソラ（スペイン語版） 2012-2013
- ホセ・ルイス・レアル（スペイン語版） 2013
- ウィルマー・カブレラ（スペイン語版） 2014

## 歴代所属選手
- フランシスコ・パレンシア 2005-2006
- ラモン・ラミレス 2005-2007
- ブラッド・グザン 2005-2008
- ジョン・オブライエン 2006
- クラウディオ・スアレス 2006-2009
- ジョナサン・ボーンスタイン 2006-2010
- アマド・ゲバラ 2007-2008
- サーシャ・クリエスタン 2008-2010
- ジャンカルロ・マルドナード 2010

- サイモン・エリオット 2011
- ミチャエル・ウマニャ 2010-2011
- フアン・パブロ・アンヘル 2011-2012
- ワルテル・ビルチェス（スペイン語版） 2013
- カルロス・ボカネグラ 2013-2014
- エリック・トーレス 2013-2014
- アドルフォ・バウティスタ 2014
- マウロ・ロサレス 2014
- 加地亮 2014